# Ковальчук Зоряна Степанівна
Зоряна Степанівна Ковальчук (12 квітня 1988, м. Золочів Львівської області — 27 червня 2023, м. Лисичанськ Луганської області) — українська військовослужбовиця, старший солдат 16 окремої бригади армійської авіації Збройних сил України. Учасниця російсько-української війни.

## Життєпис
Народилася 12 квітня 1988 року в місті Золочів Львівської області. У 2010 році закінчила Тернопільський національний університет за спеціальністю «Управління персоналом та економіка підприємств». Проживала в місті Броди.
У 2016 році пішла служити в 16 окремій бригаді армійської авіації «Броди». Учасниця АТО.
Загинула 27 червня 2023 року в місті Лисичанськ Луганської області. Похована 1 липня 2023 року в місті Броди Львівської області.
У неї залишилися мама, сестра, чоловік та дві доньки.

## Нагороди
- Нагрудний знак «Учасник АТО».
- Нагрудний знак «Ветеран війни».